# Silvia Sommer
Silvia Sommer (* 9. April 1944 in Wien) ist eine österreichische Komponistin und Pianistin.

## Leben
Silvia Sommer studierte in den Jahren von 1952 bis 1970 an der Universität für Musik und darstellende Kunst Wien Klavier bei Marianne Lauda und Josef Dichler, bei dem sie im Jahr 1970 auch das Diplom ablegte. Parallel dazu studierte sie ebenda Musiktheorie und Komposition bei Alfred Uhl, belegte von 1967 bis 1968 Meisterkurse in Klavier bei Frieda Valenzi und Jeannine Bonjean und absolvierte einen Lehrgang für Elektroakustik.
Von 1960 bis 1996 war Sommer als freischaffende Komponistin mit zahlreichen Auftragskompositionen sowie Konzerttätigkeit als Interpretin eigener Werke in vielen Ländern Europas tätig. Seit 1989 liegt ihr Fokus verstärkt auf Musik für Fernsehen und Film. Mit dem 1. Frauen-Kammerorchester von Österreich unternahm sie in den Jahren von 1995 bis 2000 diverse Tourneen in China und Spanien. Im Jahr 1997 unternahm sie mit dem Duo Valerie-Montrul eine Europatournee durch Griechenland, Bulgarien, Polen, Tschechien und Österreich und im Jahr 2000 mit Vienna Flautists eine Mexikotournee.
Seit dem Jahr 1978 ist Silvia Sommer mit dem Klavierstimmer und Tonmeister Winfried Petzwinkler (* 1940) liiert, mit dem sie auch beruflich zusammenarbeitet. Ihre Tochter Isabella (* 1965) ist als Flötistin und Musikwissenschaftlerin in Wien tätig. Seit dem Jahr 2005 lebt Silvia Sommer in Waldkirchen an der Thaya/Niederösterreich und betreibt ein eigenes Aufnahme- und Tonstudio. Sie ist Mitglied des Österreichischen Komponistenbundes Wien (ÖKB), der Interessensgemeinschaft Niederösterreichischer Komponisten Wien (INÖK) sowie der Kulturvernetzung Niederösterreich in Mistelbach.

## Auszeichnungen
- 1970: Förderungspreis der Stadt Wien[3]
- 1982: Förderungspreis der Niederösterreichischen Landesregierung[2]
- 1994: 1. Preis beim Kompositionswettbewerb der Franz-Josef-Reinl-Stiftung[2]
- 1994: 1. Preis beim Internationalen Kompositionswettbewerb für Streichorchester zu Ehren von Ernest Bloch, Lugano (Schweiz)[2]

## Werke (Auswahl)

### Ensemblemusik
- Caprice – Quartett für Flöte, Klavier, Violine und Violoncello (1971)[4]
- Dialog – Duo für zwei Flöten (1978)[4]
- Music for six Pipers – Sextett für Blockflötenensemble (1979)[4]
- Dance on the Roof – Duo für Klavier und Violine (1982)[4]
- Fragmente gegen Gewalt, Grausamkeit, Terror – Duo für Perkussion und Klavier mit Solostimme (1982)[4]
- Xenos – Duo für Flöte und Klavier (1983)[4]
- Bläserquintett – Quintett für Flöte, Oboe, Klarinette, Fagott und Horn (1984)[4]
- Der kleine Vogel – Duo für Flöte und Klavier (1985)[4]
- Atardecer – Duo für Flöte und Gitarre (Maracas ad lib.) (1987)[4]
- Impresiones – Duo für zwei Gitarren (1987/1996)[4]
- Danza en el Campo – für Cuatro und Gitarre (Maracas ad lib.) (1987)[4]
- Konzert – Trio für zwei Klaviere und Perkussion (1993)[4]
- Buenas Noches – Duo für zwei Klaviere (1994)[4]
- Suite für Giti – Quartett für vier Kontrabässe (1994)[4]
- In Defiance of Death – für vier Flöten, zwei Trompeten, Perkussion, Banjo und Synthesizer (1994)[4]
- Hommage pour Bartók – für vier Pauken, zwei Klaviere, kleine Trommel, große Trommel und Xylophon (1995)[4]
- Viva Vienna – Oktett für acht Flöten (1997)[4]
- B. A. CH. – Quartett für Perkussion, Orgel, Violine und Violoncello (1997)[4]
- Marche de triomphe – Trio für Perkussion und Klavier vierhändig (1999)[4]
- Adagio – Trio für Horn, Orgel und Violine (2001)[4]
- Memories 3MV – Trion für Flöte, Klavier und Violine (2002)[4]
- Suite rustique – Duo für Klavier und Violine (2004)[4]
- Trauer – Liebe – Duo für Orgel und Violine mit Solostimme Mezzosopran (2008)[4]
- Kenya – für Altflöte, Perkussion und Orgel (2009)[4]
- FANFARE – für Saxophon-Quartett (2013)[4]
- LOST PARADISE – Duo für Flöte und Klavier (2016)[4]
- FLOWERS IN THE DESERT – Sextett für fünf Streicher und Schlagzeug (2017)[4]

### Solomusik
- Drei spanische Stücke – Solo für Klavier (1957/1994)[4]
- Im Nebel – Solo für Klavier und Solostimme Sopran nach Texten von Hermann Hesse (1968)[4]
- Herbsttag – Solo für Klavier und Solostimme Sopran nach Texten von Rainer Maria Rilke (1968)[4]
- Fünf israelische Tänze – Solo für Klavier (1974)[4]
- Der Traum eines jungen Elefanten, der im Zirkus auftreten wollte – Solo für Violoncello (1975)[4]
- Cove point lighthouse – Solo für Klavier (1977)[4]
- Die Stadt – Solo für Klavier und Solostimme Sopran nach Texten von Theodor Storm (1979)[4]
- La vida de cada canto – Solo für Klavier (1982)[4]
- Recuerdos – Solo für Gitarre (1983)[4]
- Pentac 1–5 – Fünf Stücke für Klavier (1990)[4]
- Goblins – für Marimba (1990)[4]
- Cito – für Marimba (1990)[4]
- Nocturne 1–3 – Drei Stücke für Klavier (1990)[4]
- Images 1–3 – Drei Stücke für Klavier (1990) (1982)[4]
- Toccata – Solo für Orgel (1991)[4]
- Sentimental Piano – Solo für Klavier (1992)[4]
- Sonata for Piano – Solo für Klavier (1993)[4]
- La Valse – Solo für Klavier (2001)[4]
- WienerWinterWalzer – Solo für Klavier (2005)[4]
- Die Quelle – Solo für Klavier (2006)[4]
- Cinema – Solo für Klavier (2007)[4]
- Momente des Sommers – Solo für Klavier (2007)[4]
- Traumtänzer – Solo für Klavier (2008)[4]
- Novembertage – Solo für Klavier (2008)[4]
- Wespennest – Solo für Klavier (2009)[4]
- Caribbean Islands – 5 pieces for piano (2010)[4]
- Asia Today – for piano (2011)[4]
- 10 SHORT STORIES – Solo für Klavier (2013)[4]
- 9 SHORT STORIES – Solo für Klavier (2014)[4]

### Musikpädagogik
- Storchengeschichten – Für 3 Querflöten (2006)[4]
- TILCARA – Arrangement für zwei Flöten und Klavier (2015)[4]
- PERPETUUM MOBILE – Solo für Klavier (2015)[4]
- PERPETUUM MOBILE 2 – Solo für Klavier (2015)[4]
- BÄCHLEIN - STROM – Arrangement für Klarinette und Klavier (2015/2017)[4]
- DAS EINSAME SCHAF und andere leichte Klavierstücke – Solo für Klavier (2015)[4]
- SUMMERMELODY in F (Thema) – Für Klarinette und Klavier oder für Bassklarinette solo (2015)[4]
- BUENAS NOCHES – Arrangement für 2 Klarinetten und Klavier (1982)[4]
- EMELIE – für drei Flöten und Klavier (2015/2017)[4]
- DIE MÄUSCHEN FIBSI UND FOBSI – 15 Duos für zwei Querflöten (oder 2 Blockflöten) (2016)[4]
- CAROLINE – Arrangement für Flöte und Klavier (2016)[4]

## Aufnahmen
- Klaviernacht. Klavierwerke von Komponistinnen aus Romantik und Gegenwart (1996). Bayer Records
- Cosmic Spheres (1993). Elektronische Musik. Esovision
- Extreme Sacrifice. Esovision